# Danh sách câu lạc bộ bóng đá ở Nouvelle-Calédonie
Đây là danh sách các câu lạc bộ bóng đá ở Nouvelle-Calédonie.
- AS Kunié
- AS Lössi
- AS Magenta (Nouméa)
- AS Mont-Dore
- Gaïtcha FCN
- Hienghène Sport
- JS Baco
- Mouli Sport